# Stenby, Västerås
Stenby är en stadsdel och ett industriområde i Västerås. Området ligger norr om Norrleden och öster om Bergslagsleden (Riksväg 56).
På Stenby finns ett återbruk, lastbilsservice, ett V-tab tryckeri, Coops färskvaruterminal, Bike & Repair, Skomakare, McDonald’s, Stora Coop och tillskott som Systembolaget, Kronans Apotek, Dollar Store och Blomsterlandet. Ombyggnad av fastigheten pågick mellan hösten 2016 och under 2018 var den färdigombyggd med de nyuthyrda lokalerna.
Området avgränsas av Lundaleden, järnvägen, Norrleden och Bergslagsvägen.
Området gränsar i norr till Kvastbruket, i öster till Finnslätten, i söder till Nordanby gärde och i väster till Tunbytorp.